# Čestice, Rychnov nad Kněžnou
Čestice là một làng thuộc huyện Rychnov nad Kněžnou, vùng Královéhradecký, Cộng hòa Séc.